# Denia Caballero
Denia Caballero (Caibarién, 13 de janeiro de 1990) é uma atleta cubana, especialista no lançamento de disco. Ela é campeã mundial e pan-americana da modalidade

## Carreira
Denia Caballero competiu na Rio 2016, conquistando a medalha de bronze com a marca de 65,34m
Radicada em Portugal, compete pelo Sport Clube União Torreense desde 2023.